# Сокиринецька сільська рада (Вінницький район)
| Сокиринецька сільська рада — колишній орган місцевого самоврядування у Вінницькому районі Вінницької області з адміністративним центром у c. Сокиринці. Сільській раді підпорядковані населені пункти: - c. Сокиринці |

## Склад ради
Рада складається з 16 депутатів та голови.

## Керівний склад сільської ради
| ПІБ                         | Основні відомості                                                               | Дата обрання | Дата звільнення |
| --------------------------- | ------------------------------------------------------------------------------- | ------------ | --------------- |
| Глущенко Валентина Карпівна | Сільський голова, 1958 року народження, освіта, член народної партії            | 26.03.2006   | 31.10.2010      |
| Мельничук Лариса Дмитрівна  | Сільський голова, 1970 року народження, освіта середня спеціальна, позапартійна | 31.10.2010   |                 |

Примітка: таблиця складена за даними джерела

## Об'єднання територіальних громад
З 2015 року триває процес об'єднання сіл Парпурівці, Сокиринці та Хижинці в Сокиринецьку сільську територіальну громаду з адміністративним центром в селі Хижинці.